# إدي كولر
إدي كولر (بالإنجليزية: Eddie Kohler) هو عالم حاسوب أمريكي، ولد في 16 يوليو 1973 في ماساتشوستس في الولايات المتحدة.